# Richard Schorr
Richard Reinhard Emil Schorr (født 20. august 1867 i Kassel, død 21. september 1951 i Bad Gastein) var en tysk astronom.
Schorr studerede i Berlin og München og blev 1889 ansat ved Astronomische Nachrichten, hvis generalregister for bind 81—120 han udgav 1891 sammen med Kreutz. I 1891 blev Schorr assistent ved observatoriet i Karlsruhe, samme år ved Recheninstitut i Berlin, 1892 observator ved observatoriet i Hamburg og 1902 dets direktør; han har som sådan udgivet Mittheilungen. Af hans publikationer må nævnes Untersuchungen über die Bewegungsverhältnisse in dem dreifachen Sternsysteme ξ Scorpii (1889), Bemerkungen und Berichtigungen zu Carl Rümkers Hamburger Sterncataloge (1897, 1899), Sterncatalog der Zone 80° bis 81° nördlichen Declination (sammen med Arthur Scheller, 1900—01), Die Hamburger Sternwarte (1901), Die Hamburger Sonnenfinsterniss-Expedition nach Souk-Ahras im August 1905, I—II (1905—13). Hans bearbejdelse af Rümkers Sterncataloge udkom 1922 (Carl Rümkers Sternverzeichniss 1845), og han har også udgivet Tafel der Reduktions-Konstanten (1907). Han har tillige udgivet Sammlung von Hülfstafeln der Hamburger Sternwarte in Bergedorf og Eigenbewegungs-Lexicon med supplement (1923). I 1909 blev observatoriet flyttet til Bergedorf, hvor der under Schorrs ledelse blev bygget et nyt, i sin tid moderne udstyret institut, beskrevet i Die Hamburger Sternwarte in Bergedorf erbaut 1906—12, og som dets direktør har han udgivet Astronomische Abhandlungen der Hamburger Sternwarte in Bergedorf I—III (1909—13). Schorr har givet supplement 2, 3 og 4 (1924, 1925) til sit Eigenbewegungs Lexikon og har udsendt Präzessionstafeln 1925.0 (Bergedorf 1927) samt med Willy Kruse Index der Sternörter 1900—1925 (Bergedorf 1928), der giver 365 000 stjernepositioner og tjener som supplement til Geschichte des Fixsternhimmels, der kun går til år 1900.